# Піонер-3
Піонер-3 (англ. Pioneer 3) — американська автоматична міжпланетна станція для дослідження Місяця з пролітної траєкторії. Політ закінчився невдало — апарат не досяг Місяця і згорів у атмосфері Землі.

## Опис
Піонер-3 мав форму конуса висотою 58 см з діаметром основи 25 см. Конус був виготовлений з тонкого скловолокна, вкритого позолотою для електропровідності, і пофарбованого білими смугами для підтримки температури в межах від 10 до 50 градусів Цельсія. На кінчику конуса стирчала антена. В основі конуса кільцем розташовувались ртутно-цинкові батареї. Фотоелектричний датчик стирчав з центру кільця, він був розроблений з двома фотоелементами, які мали увімкнутись світлом, відбитим від поверхні Місяця при прольоті за 30'000 км від поверхні. В центрі конуса розташовувався стабілітрон і два лічильники Гейгера-Мюллера. Передавач масою 0,5 кг передавав фазово модульований сигнал потужністю 0,1 Вт на частоті 960,05 МГц. Модульована потужність несучої становила 0,08 Вт, загальна ефективна випромінювана потужність становила 0,18 Вт.
Механізм зменшення швидкості обертання складався з двох семиграмових вантажів, прикріплених до двох скручених в котушки дротів довжиною 150 м, які випускались гідравлічним таймером після 10 годин польоту. Вантажі вилітали з апарата, розкручували дроти на всю довжину, уповільнювали швидкість обертання апарата з 400 обертів за хвилину до 6, після чого відокремлювались.

## Політ
6 грудня 1958 року успішно відбувся перший запуск ракети-носія Джуно-2. В першому ступені була неправильна суміш палива, що зменшило ефективність, тому ступінь вимкнувся на 3,7 секунди раніше. Другий ступінь увімкнувся з відхиленням на три градуси від потрібного кута (71 замість 68), тому апарат не досяг потрібної швидкості та повернувся на Землю після досягнення апогею 102'333 км. Під час польоту тривалістю 38 годин 6 хвилин приблизно 25 годин апарат передавав телеметричні дані, 13 годин не було зв'язку з двома наземними станціями стеження. Апарат надіслав дані про внутрішню температуру, яка більшість часу трималась на рівні 43 градуси. До входження в атмосферу Землі Піонер-3 підтвердив існування другого радіаційного поясу навколо Землі, виявленого в польотах апаратів Експлорер-1 і Експлорер-3.